# Mei

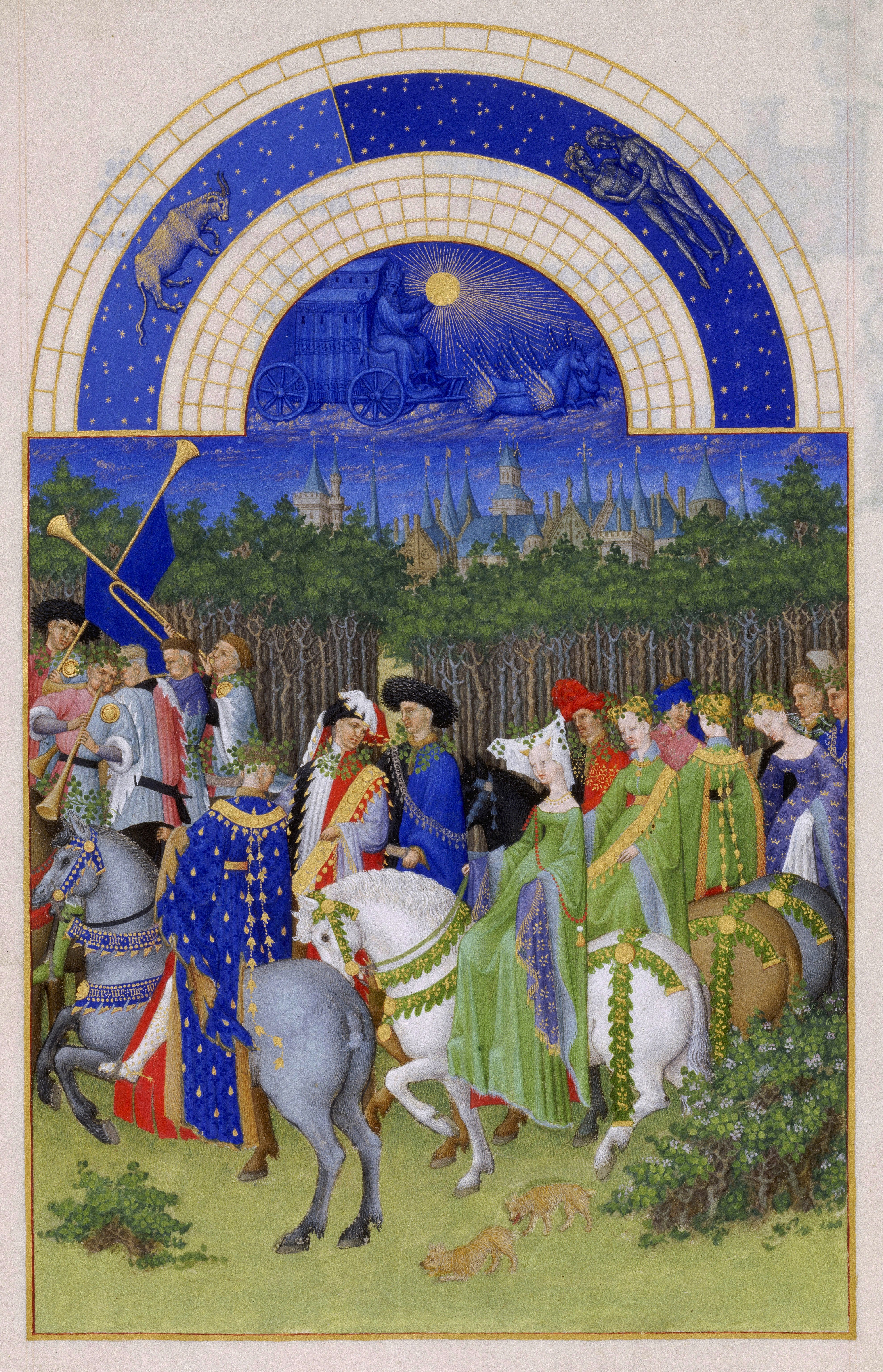
Afbeelding van mei uit Les Très Riches Heures du duc de Berry

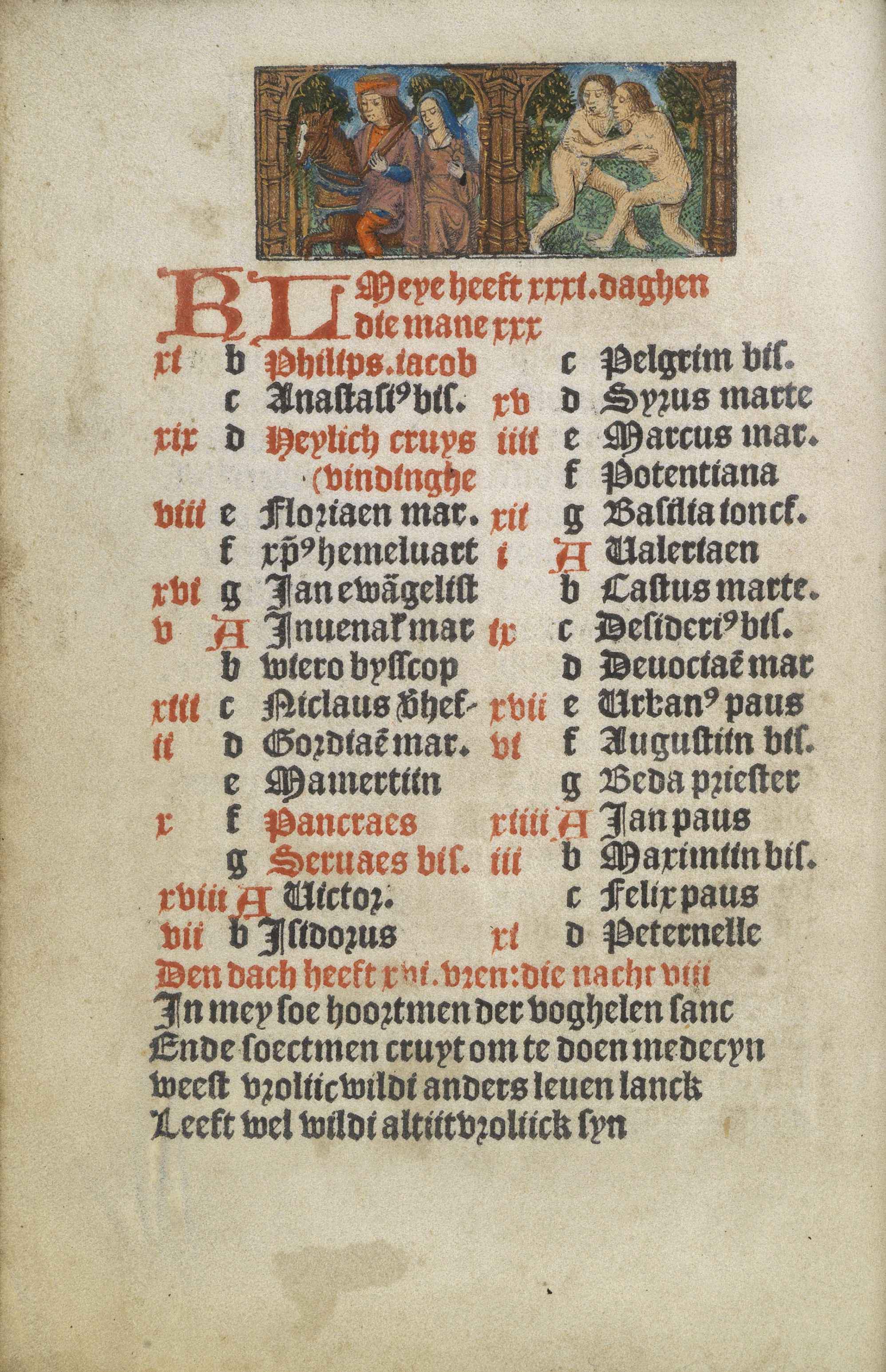
Mei in Getijdenboek Wolfgang Hopyl

Mei, ook wel bloeimaand of Mariamaand, is de vijfde maand in het jaar van de gregoriaanse kalender. De maand telt 31 dagen.

## Naam
Mei is misschien vernoemd naar de Griekse godin Maia of naar de Romeinse vruchtbaarheidsgodin Bona Dea, wier feest in mei werd gevierd.
De traditionele Romeinse naam van de maand is Maius. De Joodse naam is Sivan.

## Geschiedenis
De Romeinen vierden diverse voorjaarsfeesten. Begin mei hadden ze het meerdaagse bloesemfeest, de Floralia geheten. Op de eerste dag van mei vierden ze het feest van de aardgodin Bona Dea (de Goede Godin), die later met de Griekse godin Maia werd geïdentificeerd. Zij was de oudste en mooiste van de Pleiaden, de zeven dochters van Atlas en Pleione. Het Griekse woord μαια (maia) betekende oorspronkelijk moeder en later vroedvrouw (μαιεια-maieia). De Romeinen vereerden deze Griekse moedergodin opdat zij de dingen van de natuur zou laten groeien. Zij noemden de meimaand (Maius in het Latijn) naar haar. Het Latijnse woord maior (groter) is aan maia verwant, zo ook het woord maiestas (aanzien, pracht, hoog in aanzien zijn, verheven zijn).
Volgens de Romeinse kalender was mei oorspronkelijk de derde maand, omdat het nieuwe jaar aanvankelijk op 1 maart begon. 
In de middeleeuwen ontstond in Italië het gebruik om de maand mei te wijden aan Maria, de Moeder van God.

## Gebeurtenissen
- 1 mei - Beltane, het Keltische begin van de zomer;
- 1 mei - Dag van de Arbeid;
- 4 mei - Nationale Dodenherdenking in Nederland;
- 5 mei - Bevrijdingsdag in Nederland;
- 11, 12, 13 en 14 mei - IJsheiligen;
- 24 mei - Onafhankelijkheidsdag Eritrea;
- 31 mei - Maria-Visitatie of Maria Middelares;
- Op de tweede zondag in mei is het Moederdag.

## Meteorologie
Op het noordelijk halfrond is mei de derde en laatste maand van de meteorologische lente. Op het zuidelijk halfrond is mei de derde en laatste maand van de meteorologische herfst.

### Weerspreuken
Een bekende meigerelateerde weerspreuk is In mei leggen alle vogels een ei, waarmee wordt gedoeld op het ontluikende voorjaar.

## Trivia
- In geen enkel jaar, ook niet in een schrikkeljaar, zijn er maanden die op dezelfde dag van de week beginnen als mei.
- De sterrenbeelden van mei zijn Stier en Tweelingen.
- De Oude Nederlandse naam is bloeimaand.

## Afbeeldingen

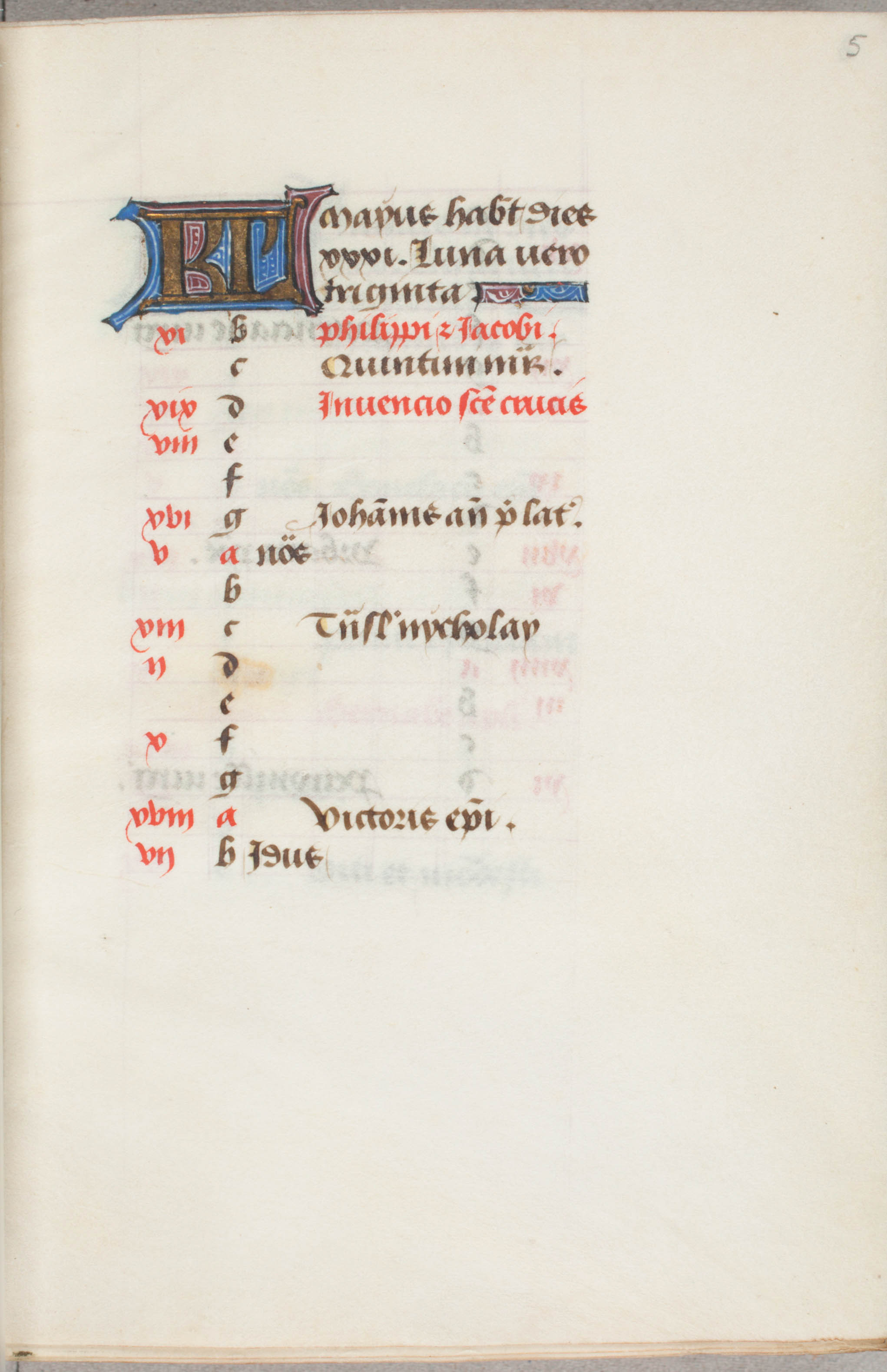
Mei in het Trivulzio-getijdenboek
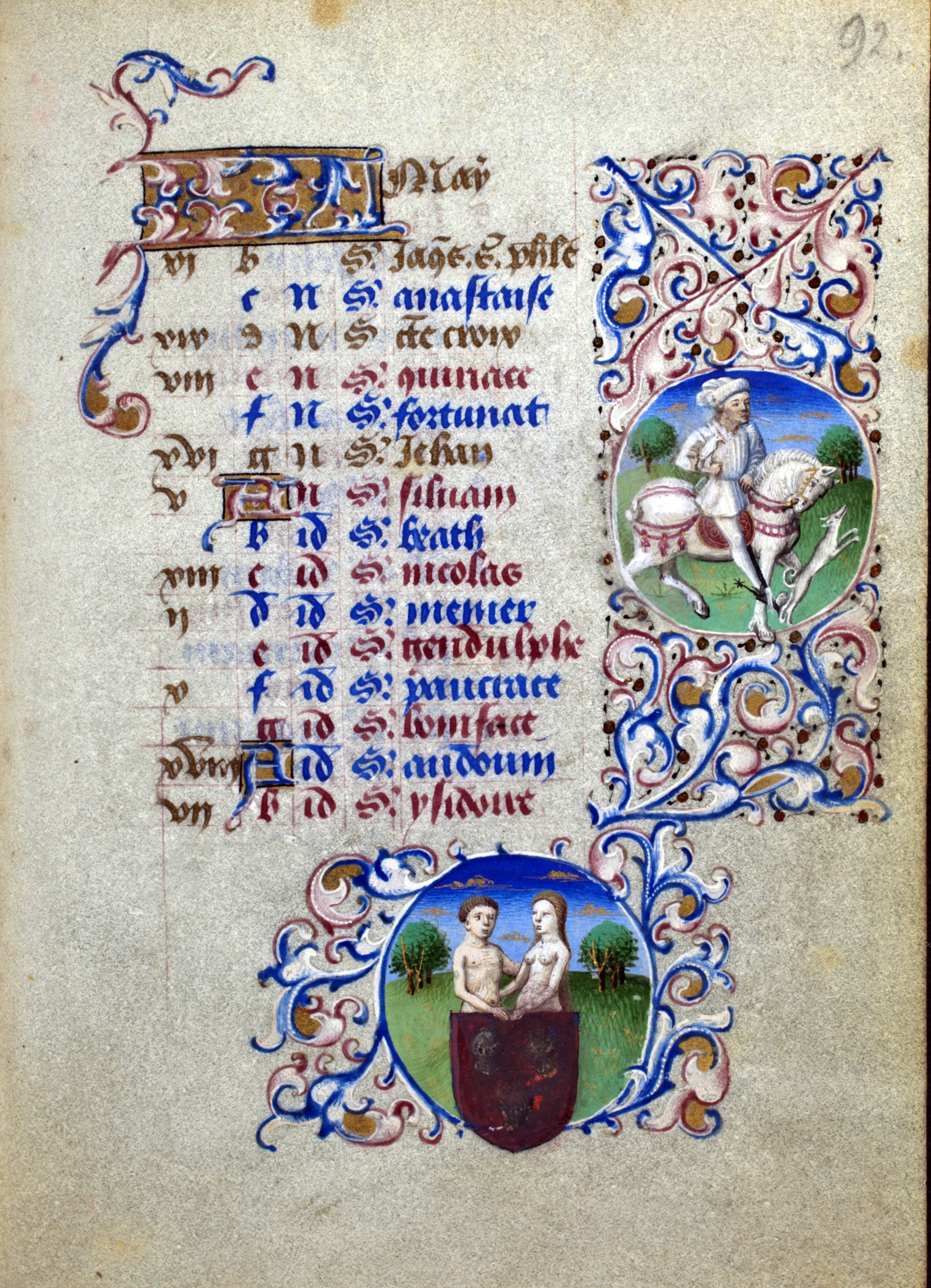
Mei in het getijdenboek van Simon de Varie
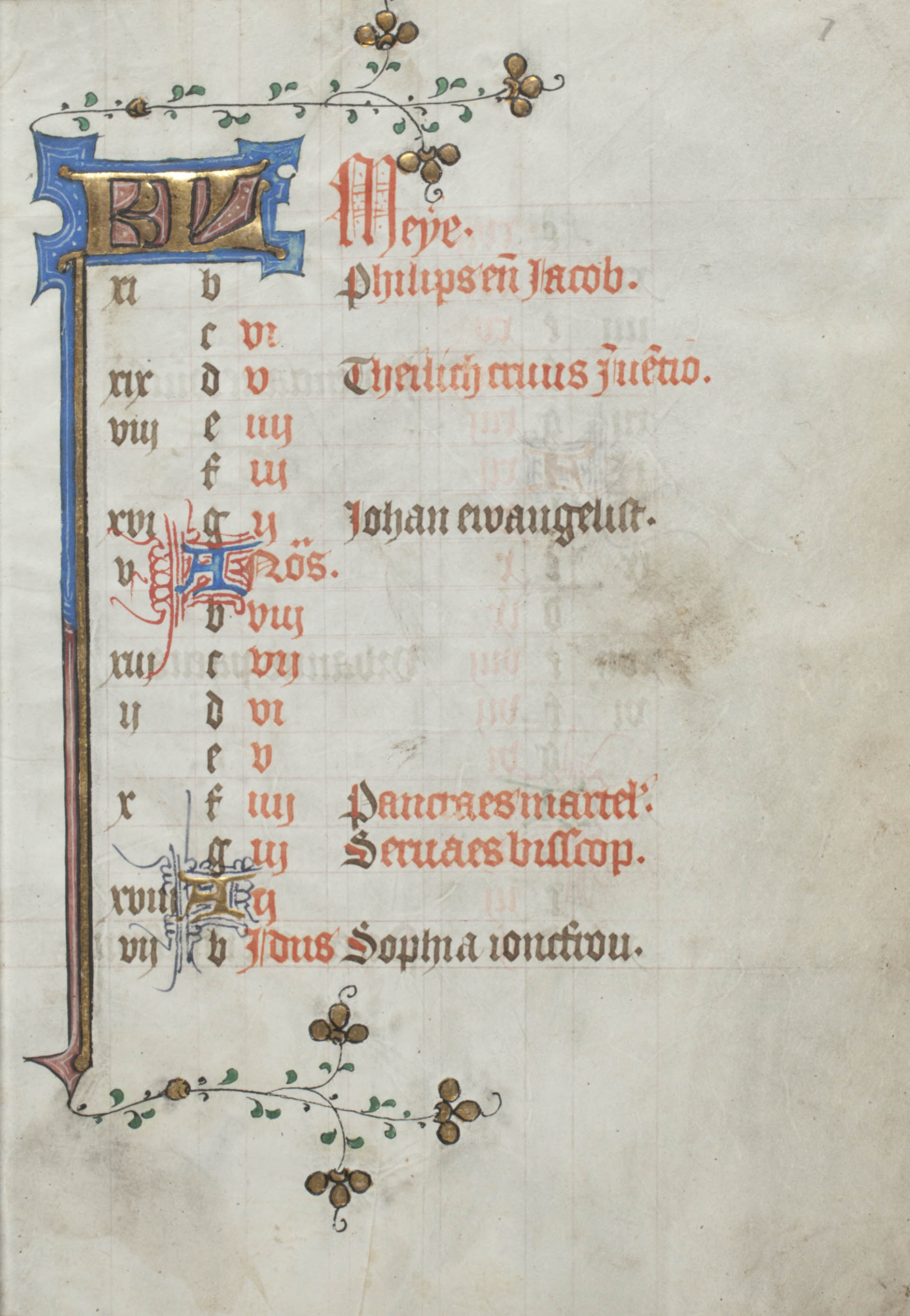
Mei in het getijdenboek van de Meesters van Zweder van Culemborg
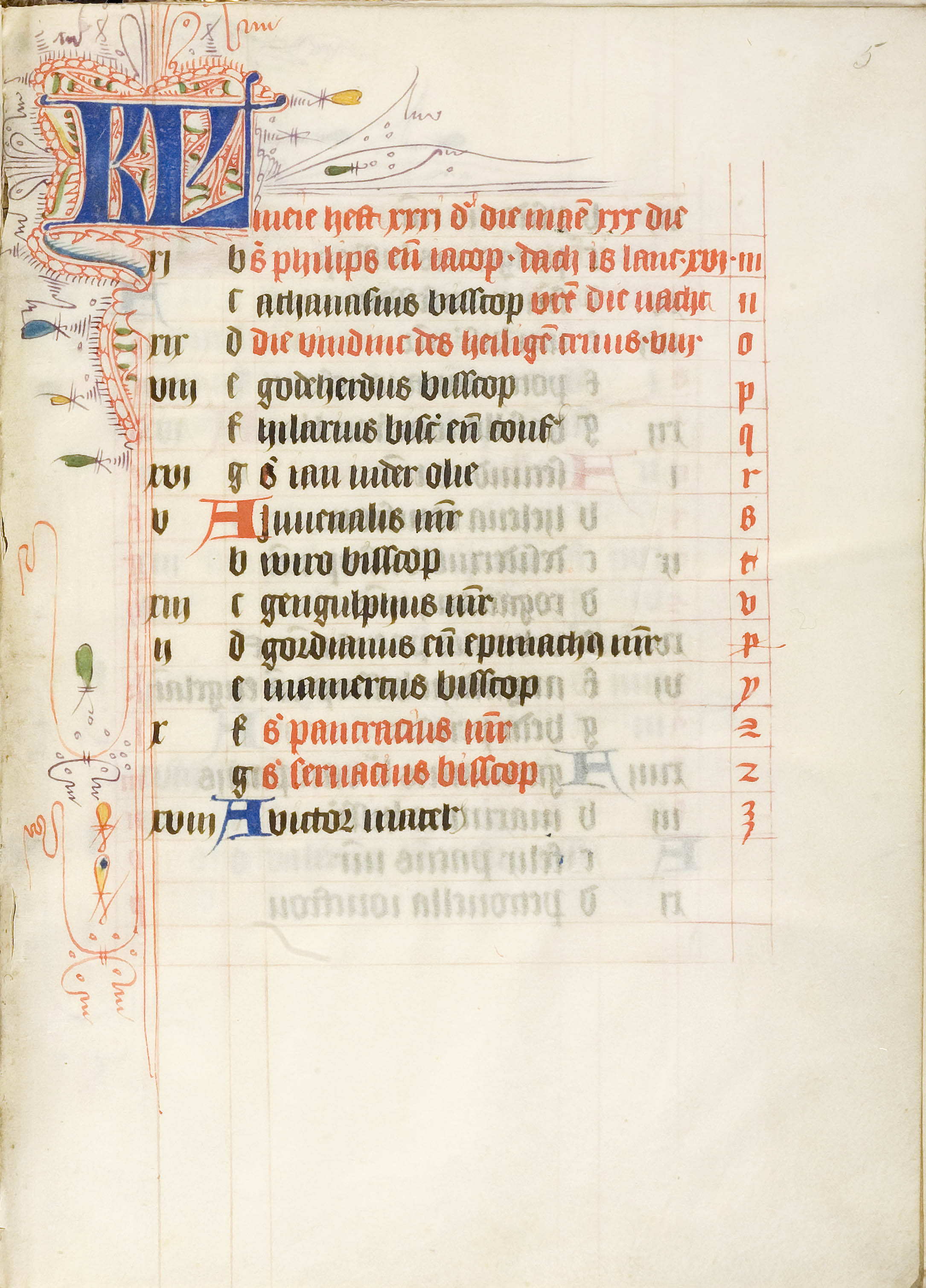
Mei in het Bout Psalter-getijdenboek
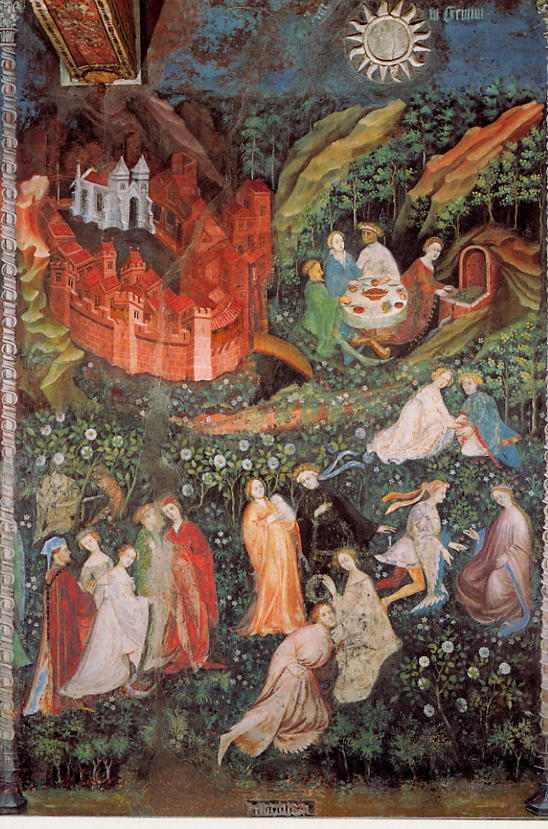
Mei, fresco in de Torre Aquila in Trente
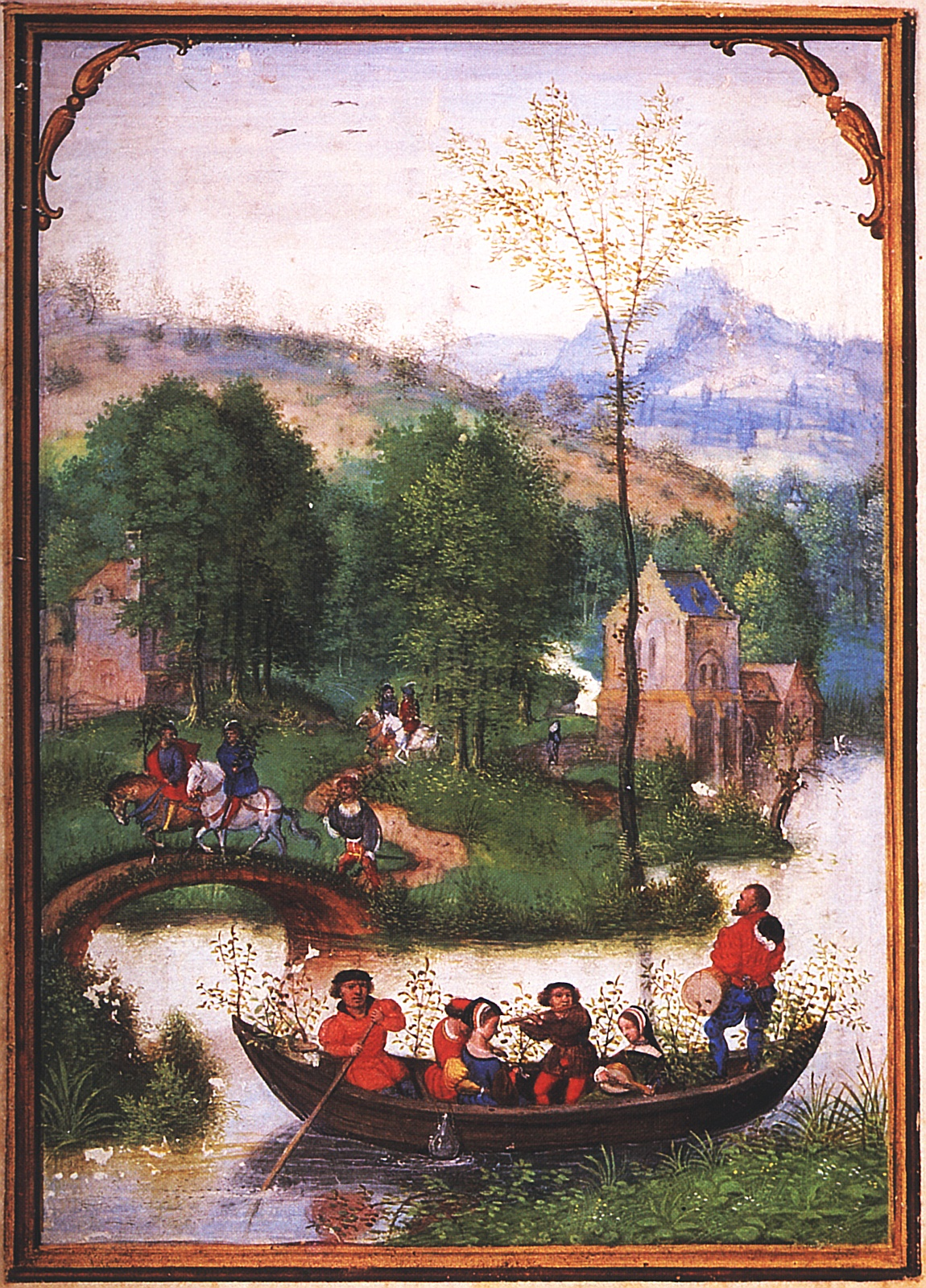
Mei, getijdenboek uit Brugge, 16e eeuw

januari · februari · maart · april · mei · juni · juli · augustus · september · oktober · november · december